# Cast in Stone
Albums de Venom
The Waste Lands
(1992) Resurrection
(2000)
Cast In Stone est le neuvième album studio du groupe de heavy metal britannique Venom. L'album est sorti en 1997 sur le label SPV GmbH. Il s'agit d'un double album.
Il s'agit de l'ultime album réalisé par le line-up originel Cronos/Mantas/Abaddon à la suite de leur reformation en 1995/1996.
Cet album se présente sous la forme d'un album double : le premier disque contient les quatorze nouvelles chansons composées par le groupe lors de sa reformation, le second disque contient quelques-uns des standards du groupe datant de l'âge d'or (1980-1985) et réenregistrés avec des moyens plus modernes.
Devenu vite introuvable, cet album a été remastérisé et réédité en 2006 chez Sanctuary Records. La réédition de cet album comporte en bonus les pistes du EP Venom '96, tiré en édition vinyle limitée en 1996 et jamais publié en CD.

## Liste des morceaux
Disque 1 (Nouveaux titres)
- 1. The Evil One
  2. Raised In Hell
  3. All Devils Eve
  4. Bleeding
  5. Destroyed And Damned
  6. Domus Mundi
  7. Flight Of The Hydra
  8. God's Forsaken
  9. Mortals
  10. Infectious
  11. Kings Of Evil
  12. You're All Gonna Die
  13. Judgement Day
  14. Swarm

Disque 2 (Réenregistrements)
- 1. Intro
  2. Bloodlust
  3. Die Hard
  4. Acid Queen
  5. Bursting Out
  6. Warhead
  7. Lady Lust
  8. Manitou
  9. Rip Ride
  10. Venom

## Musiciens
- Cronos (Conrad Lant) : chant, basse
- Mantas (Jeffrey Dunn) : guitare
- Abaddon (Anthony Bray) : batterie, samples